# Wurmbea
 (septembre 2021).
Si vous disposez d'ouvrages ou d'articles de référence ou si vous connaissez des sites web de qualité traitant du thème abordé ici, merci de compléter l'article en donnant les références utiles à sa vérifiabilité et en les liant à la section « Notes et références ».
Genre
Synonymes
- Anguillaria R. Brown[2]
- Dipidax Lawson ex Salisb.[2]
- Neodregea C.H. Wright[2]
- Onixotis Raf.[2]
- Skizima Raf.[2]

Wurmbea est un genre d'herbes vivaces de la famille des Colchicaceae, originaires d'Afrique et d'Australie.

## Liste d'espèces

### Espèces africaines
- Wurmbea angustifolia B. Nord. – De l'Est du Zimbabwe à l'Afrique du Sud
- Wurmbea burttii B. Nord . – Du Lesotho au KwaZulu-Natal
- Wurmbea capensis Thunb. – Province du Cap sud-ouest
- Wurmbea compacta B.Nord. – Province du Cap sud-ouest
- Wurmbea dolichantha B.Nord. – Province du Cap occidental
- Wurmbea elatior B.Nord. – Afrique du Sud
- Wurmbea elongata B. Nord. – Province du Cap sud-ouest
- Wurmbea glassii (CHWright) JCManning & Vinn. – Province du Cap Sud
- Wurmbea hiemalis B. Nord . – Province du Cap sud-ouest
- Wurmbea inusta (boulanger) B.Nord. – Province du Cap sud-ouest
- Wurmbea kraussii Baker – Afrique du Sud
- Wurmbea marginata (Desr.) B.Nord. – Province du Cap sud-ouest
- Wurmbea minima B.Nord. – Province du Cap sud-ouest
- Wurmbea monopetala (Lf) B.Nord. – Province du Cap sud-ouest
- Wurmbea punctata (L.) JCManning & Vinn. – Province du Cap sud-ouest
- Wurmbea pusilla E.Phillips – Du Lesotho au KwaZulu-Natal
- Wurmbea recurva B.Nord. – Province du Cap sud-ouest
- Wurmbea robusta B. Nord. – Province du Cap sud-ouest
- Wurmbea spicata (Burm.f.) T.Durand & Schinz – Province du Cap
- Wurmbea stricta (Burm.f.) JCManning & Vinn. – Province du Cap
- Wurmbea tenuis (Hook.f.) Baker – Tropical & Afrique du Sud
- Wurmbea variabilis B.Nord. – Province du Cap

### Espèces australiennes
- Wurmbea australis (RJBates) RJBates – Australie du Sud
- Wurmbea biglandulosa (R.Br.) TDMacfarl. – du sud-est du Queensland au sud-est. Australie
- Wurmbea calcicola T.D.Macfarl. – Sud-ouest de l'Australie
- Wurmbea centralis T.D.Macfarl. – Australie centrale et méridionale
- Wurmbea cernua T.D.Macfarl. – Australie occidentale méridionale
- Wurmbea citrina (RJBates) RJBates – Australie du Sud-Est
- Wurmbea decumbens R.J.Bates – Australie-Méridionale (péninsule d'Eyre)
- Wurmbea densiflora (Benth.) TDMacfarl. - Australie occidentale
- Wurmbea deserticola T.D.Macfarl. – Australie occidentale et centrale
- Wurmbea dilatata T.D.Macfarl. – Ouest de l'Australie occidentale
- Wurmbea dioica (R.Br.) F.Muell. – SW & SE Australie
- Wurmbea drummondii Benth. – Sud-ouest de l'Australie
- Wurmbea fluviatilis T.D.Macfarl. & ALcase – NW de l'Australie occidentale
- Wurmbea graniticola T.D.Macfarl. – Sud-ouest de l'Australie
- Wurmbea inflata T.D.Macfarl. & ALCase – W. Central Western Australia
- Wurmbea inframediana T.D.Macfarl. – Ouest de l'Australie occidentale
- Wurmbea latifolia T.D.Macfarl. – Australie du Sud-Est
- Wurmbea monantha (Endl.) TDMacfarl. – W. & SW Australie occidentale
- Wurmbea murchisoniana T.D.Macfarl. – Ouest de l'Australie occidentale
- Wurmbea nilpinna R.J.Bates – Australie du Sud
- Wurmbea odorata T.D.Macfarl. – Ouest de l'Australie occidentale
- Wurmbea pygmaea (Endl.) Benth. – WS.W. Australie occidentale
- Wurmbea saccata T.D.Macfarl. & SJvan Leeuwen – NW de l'Australie occidentale
- Wurmbea sinora T.D.Macfarl. – SW & S. Australie occidentale
- Wurmbea stellata R.J.Bates – Australie du Sud
- Wurmbea tenella (Endl.) Benth. - Australie occidentale
- Wurmbea tubulosa Benth. – WS.W. Australie occidentale
- Wurmbea uniflora (R.Br.) TDMacfarl. – Australie du Sud-Est